# Leigh-on-Sea
Leigh-on-Sea este un oraș în comitatul Essex, regiunea East, Anglia. Orașul se află în districtul unitar Southend-on-Sea.